# نوح فيلدمان
نوح فيلدمان(Noah Feldman)هو كاتب أمريكي وأستاذ قانون في كلية هارفارد للحقوق.

## السيرة الذاتية
نشأ فيلدمان في بوسطن، ماساتشوستس حيث كان يدرس في مدرسة موسى بن ميمون(Maimonides School). تخرج في كلية هارفارد عام 1992 وقد كان الأول على دفعته. وتلقى منحة رودس للالتحاق بجامعة أكسفورد والتي حصل منها على دكتوراة الفلسفة في الفكر الإسلامي عام 1994. وعقب رجوعه من إنجلترا حصل على دكتوراة جوريس (درجة دكتوراة متعارف عليها في الولايات المتحدة ودول أخرى) من كلية يال للحقوق. عمل فيلدمان كناقد كتب في دورية يال للقانون (Yale Law Journal). وعمل بعد تخرجه من يال ككاتب قانوني (Law Clerk) لمساعد قاضي المحكمة العليا في الولايات المتحدة آنذاك ديفيد سوتر. في عام 2001، التحق بهيئة تدريس كلية نيويورك للقانون. في عام 2007، التحق بهيئة تدريس كلية هارفارد للقانون كأستاذ للقانون. وتمت ترقيته عام 2008 ليشغل مقعد بيمس كأستاذ في القانون الدولي.
عمل مستشارا في بداية تكوين سلطة الائتلاف المؤقتة في العراق عقب غزوها عام 2003. حين كان عمله تحت إمرة جاي غريمر كانت مسوؤلياته غير متمركزة في قضية معينة. وفوض تحت إمرة بول بريمر، بالتحديد عندما كان في فريقه الانتقالي، لكي يشارك في كتابة دستور دولة العراق الانتقالي. ولكن لم يعرف مدى مساهمته أو دوره الفعلي في تأسيس الدستور لأن دوره انتهى بعد فترة قصيرة؛ ولا يعرف إن كان السبب يعود لإنه ترك الوظيفة أم أنه تم رفده.
فيلدمان زميل مساعد (ِAdjunct fellow) في مجلس العلاقات الخارجية وله أعمدة في مجلة نيويورك تايمز وبلومبرغ فيو (Bloomberg view). كما أنه يتقن العديد من اللغات وهي الإنجليزية والعبرية والعربية والفرنسية.

## عمله وأرائه
كرجل أكاديمي وشخصية عامة (Public intellectual)، يهتم فيلدمان بالقضايا التي يتشابك فيها الدين بالسياسة. وهذه القضايا دائما لها وزنها في الولايات المتحدة الأمريكية عندما يتم الحديث عن المادة الأولى وطرح أسئلة بخصوص الكنيسة ودور الدين في الحكومة وحياة الفرد الخاصة. يعني فيلدمان أيضا بالإسلام. ويرى أن العلاقة بين الدين والسياسة محتومة وأنه لا يمكن الفصل بينهم؛ ولذلك فهو يرى بأنه لا يمكن نشر أسس الديمقراطية في العراق من غير جذور إسلامية. ويرى العديد أن رأيه الأخير واقعي ويأخذ في الاعتبار المشاكل المتأصلة أثناء تشكيل الحكومة العراقية الجديدة في المرحلة الانتقالية. إلا أن هناك أخرون عارضوا هذه الفكرة حيث أنهم وصفوا أراء فيلدمان بالبسيطة وقصيرة النظر.

## مؤلفاته
- ما بعد الجهاد: أمريكا والصراع من أجل ديمقراطية إسلامية (2003)

Feldman، Noah (2003)، After Jihad: America and the Struggle for Islamic Democracy، New York: Farrar, Straus and Giroux، ISBN:0-374-17769-4، مؤرشف من الأصل في 2022-03-25 {{استشهاد}}: تجاهل المحلل الوسيط |authormask= لأنه غير معروف، ويقترح استخدام |author-mask= (مساعدة)
- ما ندين به للعراق: الحرب وأخلاق بناء أمة (2004)

Feldman، Noah (2004)، What We Owe Iraq: War and the Ethics of Nation Building، Princeton: Princeton University Press، ISBN:0-691-12179-6، مؤرشف من الأصل في 2022-03-25 {{استشهاد}}: تجاهل المحلل الوسيط |authormask= لأنه غير معروف، ويقترح استخدام |author-mask= (مساعدة)
- مقسمون بالرب: مشكلة الدولة الكنسية في أمريكا—وما الذي يجب علينا فعله؟ (2006)

Feldman، Noah (2005)، Divided By God: America's Church-State Problem – and What We Should Do About It، New York: Farrar, Straus and Giroux، ISBN:0-374-28131-9، مؤرشف من الأصل في 2022-03-25 {{استشهاد}}: تجاهل المحلل الوسيط |authormask= لأنه غير معروف، ويقترح استخدام |author-mask= (مساعدة)
- سقوط وقيام الدولة الإسلامية (2008)

Feldman، Noah (2008)، The Fall and Rise of the Islamic State، Princeton: Princeton University Press، ISBN:978-0-691-12045-4، مؤرشف من الأصل في 2022-03-25 {{استشهاد}}: تجاهل المحلل الوسيط |authormask= لأنه غير معروف، ويقترح استخدام |author-mask= (مساعدة)
- العقارب: حروب وانتصارات قضاة روزفلت لمحكمة الولايات المتحدة العليا (قصة أربعة أصدقاء عمر لفرانك روزفلت وكيف تم تعيينهم من قبله كقضاة المحكمة العليا وما دورهم في بناء دستور أمريكا الحديث) (2010)

Feldman، Noah (2010)، Scorpions: The Battles and Triumphs of FDR's Great Supreme Court Justices، Twelve, Hachette Book Group USA {{استشهاد}}: تجاهل المحلل الوسيط |authormask= لأنه غير معروف، ويقترح استخدام |author-mask= (مساعدة)

## حياته العائلية والخاصة
ولد فيلدمان وترعرع في عائلة يهودية أرثوذكسية. أبواه هم روي إي. فيلدمان وپيني هولاندر فيلدمان. أخواه هم سيمون فيلدمان، أستاذ مساعد في الفلسفة بكلية كونيكتيكت وإزرا (أو عزرا بالعربية) فيلدمان، شاعر وطاهي. كما أن لديه طفلان من زوجته (السابقة)[بحاجة لمصدر] جيني سوك. ويعيش في بوسطن، ماساتشوستس.